# Burg Ebersburg
Die Burg Ebersburg ist die Ruine einer Höhenburg im Ortsteil Ebersberg der Gemeinde Ebersburg im Landkreis Fulda in Osthessen. Sie ist das namensgebende Wahrzeichen der Gemeinde.
Eine Burg aus der Zeit um 1100 bildete den Ursprung der Anlage. Ab 1396 wurde die Burg nach vorheriger Zerstörung wieder aufgebaut und erweitert. Da sie nie einen eigenen Brunnen hatte, war sie als dauerhafter Wohnplatz eher ungeeignet und wurde schließlich im 16. Jahrhundert aufgegeben. Auch der nach dem Dreißigjährigen Krieg unternommene Versuch, sie durch den Bau eines Fachwerk-Wohnhauses erneut zu nutzen, scheiterte nach wenigen Jahren. Im 19. Jahrhundert lag die Ruine im damaligen Landgerichtsbezirk Weyhers, der zum Königreich Bayern gehörte. In dieser Zeit wurde einer der Türme als Aussichtsturm hergerichtet und die Burg erhaltend restauriert. Heute ist sie im Besitz des Landes Hessen. Sie ist ein geschütztes Kulturdenkmal.
Die Burganlage kann jederzeit besichtigt werden. Der Schlüssel für den Aussichtsturm kann in der Nähe abgeholt werden. Rund um die Anlage hat die Verwaltung des Naturparks Hessische Rhön Wanderwege ausgeschildert.

## Lage

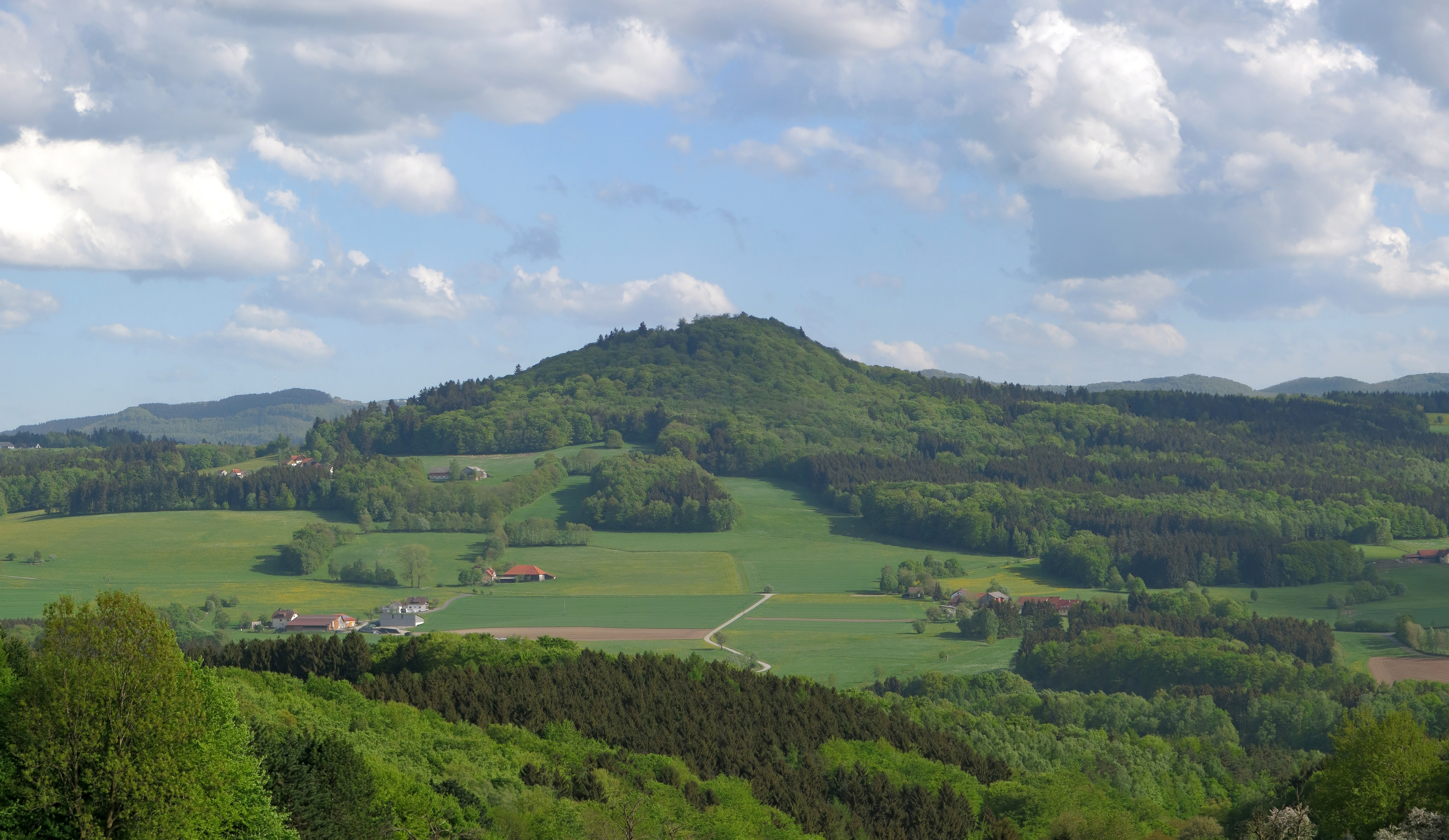
Ebersberg von Nordwesten

Die Burg liegt 6,5 Kilometer südwestlich der Wasserkuppe bei 689 m ü. NHN auf dem Ebersberg und fünf Kilometer nordöstlich von Schmalnau, dem Verwaltungssitz der Gemeinde Ebersburg. Der Ebersberg steht am südöstlichen Rand der ehemaligen Gemeinde Ebersberg und wird von drei Seiten vom Ortsteil Gackenhof der Gemeinde Poppenhausen umschlossen.
Die Burg ist auf Messtischblatt TK 5525 zu finden. Sie steht auf einem Höhenzug zwischen den Tälern der Fulda und ihres rechten Nebenflusses Lütter. Die polygonale Hauptburg bedeckt das gesamte Bergplateau des Ebersbergs, die Vorburg befindet sich auf einer tieferen Terrasse am Osthang. In östlicher Richtung ist die Burg von einem Ringgraben mit Vorwall umgeben, während insbesondere nach Süden und Westen natürliche Steilhänge Schutzfunktion hatten.
Der Ebersberg ist dicht bewaldet, vorwiegend mit Laubwald. Aus den umgebenden Tälern ist die Burg daher gerade in den Sommermonaten nicht von überall gut zu erkennen. Nur die Türme ragen aus dem Blätterdach und je nach Perspektive ist teilweise nur einer zu sehen.

## Geschichte

### Als Stammsitz derer von Ebersberg
Die Burganlage wurde wahrscheinlich ab 1100 von den Herren von Ebersberg erbaut und stand im Zusammenhang mit den Kaiserpfalzen der Staufer. Sie entstand auch im Zusammenhang mit der Osterburg bei Bischofsheim in der Rhön und Burg Wartenberg im Vogelsberg. Andere Autoren nehmen eine Entstehung in der Stauferzeit während des Königtums von Barbarossa oder Heinrich VI. oder sogar erst kurz nach 1200 an.
Erstmals erwähnt wurde die Ebersburg nach derzeitigem Forschungsstand in schriftlichen Quellen 1396, als Dietrich von Ebersberg, die Brüder Simon, Karl und Otto von Steinau genannt Steinrück, die Brüder Thomas und Peter von Weyhers, die Brüder Hans, Hermann und Eberhard von Weyhers und Johann von Weyhers beim Fuldaer Fürstabt Johann von Merlau beantragten, eine Veste und ein Schloss auf dem Ebersberg zu bauen. Der Berg war laut dem Dokument Eigentum des Stifts Fulda und sie mussten sich verpflichten, die Burg zu Mannlehen zu empfangen. Auch wenn in diesem Schreiben keinerlei Bezug auf eine schon bestehende Burg oder Ruine zu finden ist, steht es im Zusammenhang mit einer von Johann Friedrich Schannat erwähnten Zerstörung der Ebersburg durch Truppen des Fürstabts Bertho III. von Mackenzell, nachdem unter Führung von Herrmann von Ebersberg dessen Vorgänger Bertho II. von Leibolz getötet worden war. Auch konnten durch archäologische Arbeiten gewissen Teilen der Burg ein höheres Alter als dem Rest der heutigen Anlage nachgewiesen werden. Christoph Brower schrieb 1612 von einer Zerstörung durch Bertho II. von Leibolz. Beide Chronisten nennen keine Belege und erfanden nachweislich an manchen Stellen Sachverhalte. Im Fall der Ebersburg ist es wahrscheinlich, dass sie die Wahrheit schrieben und es einen Vorgängerbau der 1396 erstmals erwähnten Burg gab.
Die Familie derer zu Ebersberg wird teilweise als das bedeutendste Rittergeschlecht der Rhön bezeichnet. Es benannte sich erstmals in den ersten Jahrzehnten nach 1300 mit dem Zusatz „von Weyhers“ aufgrund der zunehmenden Verzweigung der Familie und des Stammsitzes in der Wasserburg Weyhers. Nachdem die Burg schon vor dem Schreiben an Johann von Merlau wieder aufgebaut worden war, ist erkennbar, dass mehrere Familienzweige derer von Ebersberg und derer von Steinau Ganerben auf der recht kleinen Burg saßen. Die Burg bildete mit den Wasserschlössern in Weyhers und Poppenhausen einen Verbund an Befestigungsbauwerken. Erhalten sind Burgfrieden aus den Jahren 1430, 1446, 1463 und 1478. In dem vollständig erhaltenen Text von 1430 ist festgelegt, dass immer nur ein Ganerbe auf der Burg wohnen sollte. Dieser hatte die „Turmleute, Torwarte und Wächter“ zu entlohnen. Die acht Ganerben waren in zwei Parteien aufgeteilt. Jeder Ganerbe musste mit Geld und Getreide zum Unterhalt der Burg beitragen. Für den Kriegsfall war festgelegt, dass jeder Ganerbe vier Bewaffnete mit Waffen zur Burg senden musste. Im Burgfrieden von 1446 mit 17 Ganerben ist erstmals eine Kapelle in der Burg erwähnt. In einem Dokument von 1456 ist festgelegt, dass der auf der Burg angestellte Kaplan wöchentlich eine Messe lesen musste. 1452 ließ sich Fürstabt Reinhard von Weilnau mit in den Burgfrieden aufnehmen, um als Lehnsherr eine bessere Kontrolle über die Burg und deren Besitzer zu haben. Verschiedentlich genannte Eroberungen oder Zerstörungen der Burg in den Jahren 1449, 1460 oder 1465 erscheinen wenig glaubhaft. Von 1516 ist der letzte Burgfrieden überliefert. Von 1533 gibt es als letztes Indiz für die Nutzung der Burg einen Bericht über einen dort inhaftierten Gefangenen. In den Folgejahren wurde sie aufgegeben, weil sie als Verteidigungsanlage veraltet war und ihre Besitzverhältnisse zu zersplittert waren.
Sie wurde erst 1646 gegen Ende des Dreißigjährigen Kriegs wieder erwähnt, als Lukas von Ebersberg sie an Bauern der Umgegend verpachtete, die sie als Fluchtburg zum Schutz ihres Viehs und ihrer Familien bei aufziehenden kriegerischen Handlungen nutzen wollten. Bis die schwedische Armee 1650 endgültig abgezogen war, machten sie von diesem Recht Gebrauch, im Gegenzug mussten sie Pachtzahlungen leisten und Schäden an den Mauern ausbessern. Es ist davon auszugehen, dass die gesamte Anlage dadurch in einem relativ guten Zustand erhalten wurde. Johann Philipp Breidung als Zentgraf von Weyhers errichtete 1664 im Auftrag von Wilhelm Rudolph und Gottfried von Ebersberg in der Burgruine ein Fachwerkhaus mit 14 Fenstern und strohgedecktem Dach. Breidung beklagte sich sieben Jahre später darüber, dass das neue Gebäude durch eindringenden Regen zerfiel. In den folgenden fast 200 Jahren diente die Burg nur noch der Entnahme von Steinen als Baumaterial und zerfiel unter dem Einfluss von Wind und Wetter.
1777 verkauften die von Ebersberg ihren Anteil am Gericht „Lütter vor der Hart“ mitsamt dem verbundenen Grundbesitz, wozu auch der Ebersberg mit Burgruine gehörte, für 85.000 rheinische Gulden an das Hochstift Fulda. In der folgenden Zeit wechselte der Besitz der Burg mehrmals, allein zwischen 1803 und 1815 wurde sie fünfmal verkauft. Während der Zugehörigkeit zu Bayern im Landgerichtsbezirk Weyhers zwischen 1819 und 1867 war sie Eigentum des Staates. Heute befindet sie sich im Besitz des Landes Hessen.

### Baugeschichte

#### Ursprungsburg

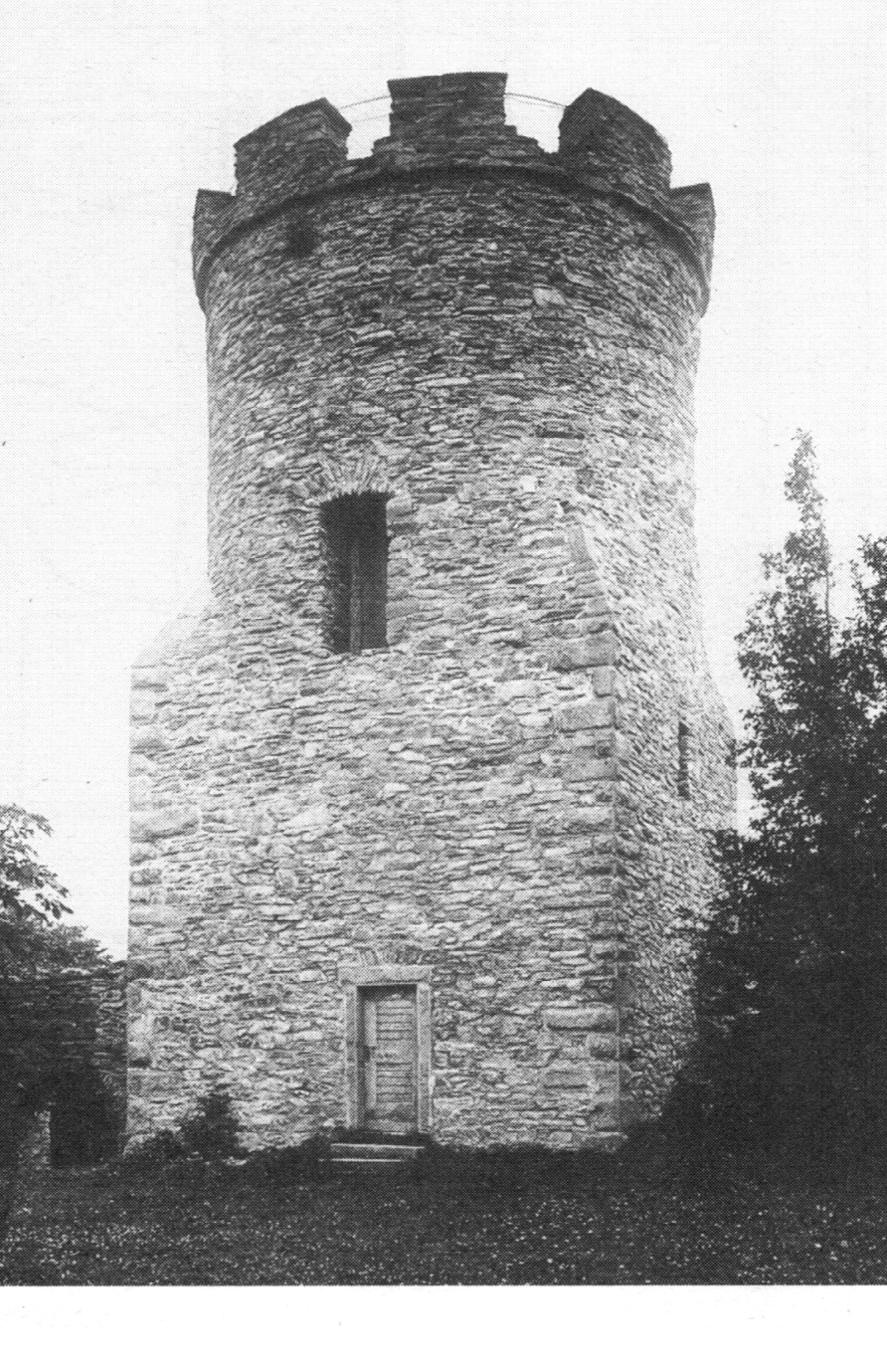
Südturm 1901 (rechts befindet sich der westliche Mauerrest)

Erbaut ist die Burg aus dem anthrazitfarbigen Phonolith des Ebersbergs, der nur als Bruchstein verwendbar ist, und für Fenster- und Türwandungen sowie als Eckverband aus gräulichem, behauenem Sandstein. Zum Bau der ersten Burg wurde das Gipfelplateau weitläufig abgeholzt und ein Großteil der genutzten Steine vor Ort abgebaut. Noch heute kann man mehrere Schutthalden rund um die Burg entdecken. Die älteren Bauteile enthalten Sandstein als Buckelquader und ab 1400 als glatte Quader.
Die ältesten noch vorhandenen Bauteile sind der untere (viereckige) Teil des Südturms und das westlich daran anschließende Stück Turmmauer, das dieselbe Dicke wie die Turmrückwand hat. Dies sind die einzigen archäologisch fassbaren Teile der Ursprungsburg vor dem Wiederaufbau um 1396. Der Grundriss des unteren Turmgeschosses ist mit den Außenmaßen von 6,80 m × 6,95 m annähernd quadratisch, die Ecken wurden mit Buckelquadern aus Sandstein gemauert. Ursprünglich war das Untergeschoss tonnengewölbt und hatte keinen Eingang. Die einzige Öffnung nach außen war ein Lichtschlitz in der westlichen, 2,30 m dicken Außenwand, der auch heute noch in Form des kleinen romanischen Fensters vorhanden ist. Das Untergeschoss diente mit dem wahrscheinlich in der Gewölbedecke vorhandenen Angstloch wie in den meisten Burgen als Verlies. Die westlich anschließende Ringmauer ist nur noch im unteren Teil im ursprünglichen Zustand, weil sie in den 1960er Jahren bei Renovierungen unfachmännisch mit glatten Steinquadern um einen halben Meter erhöht wurde, stilistisch eher zu den spätgotischen Erweiterungen um 1396 passend.
1957 bis 1959 fanden Gotthold Wagner und Fritz Luckhard bei Ausgrabungen Mauerreste, aus denen sich der ursprüngliche Verlauf der Ringmauer rekonstruieren lässt. Diese lag im nördlichen Bereich innerhalb, im östlichen Bereich außerhalb der heutigen Burgmauer. Die ursprüngliche Burg war eine streng geometrische Rechteckanlage, die aus dem heute nur noch im unteren Teil erhaltenen Bergfried sowie einem romanischen Wohngebäude und den Umfassungsmauern bestand. Höchstwahrscheinlich lag das einzige Tor der kleinen Anlage im östlichen Bereich, außerhalb der heutigen Ringmauer. Nicht gesichert ist die Vermutung von Wagner, dass der nördliche Bereich, in dem der zweite Turm steht, damals unbebaut war. Nach Vergleichen mit der Burg Hauneck und der Burg Fürsteneck datieren Benjamin Rudolph und Annina Hilfenhaus in der bisher umfassendsten Monografie die Entstehung der Burg auf die Zeit zwischen 1200 und spätestens 1250.

#### Wiederaufbau um 1396

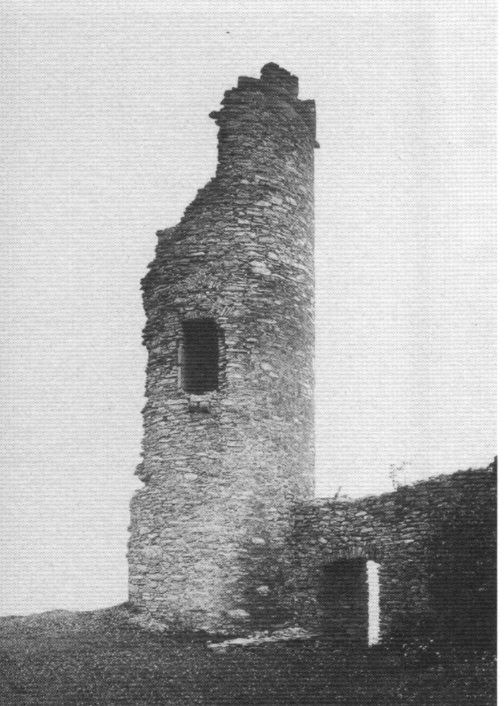
Der Nordturm noch unrenoviert 1901

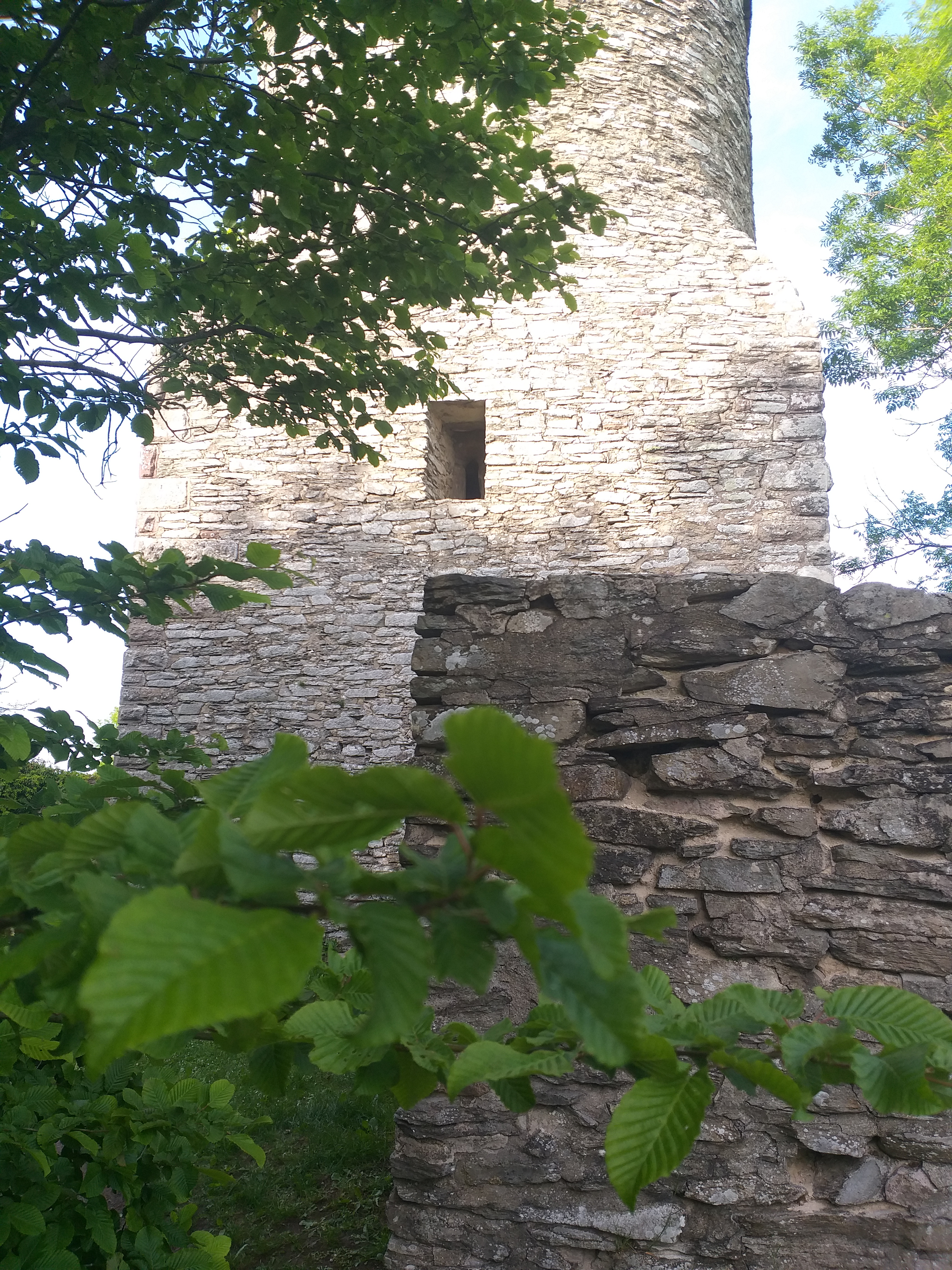
Südturm von Westen, erkennbar das schmale romanische Fenster

Während des Wiederaufbaus und der Erweiterung erhielt der Südturm, der wohl bis auf das Untergewölbe zerstört war, einen neuen Oberbau in zylindrischer Form. Der Turmteil besitzt nur eine Öffnung auf rund 7 m Höhe, die als Einstieg diente. Genau lässt sich diese nicht mehr rekonstruieren, weil die Kragsteine, die fast komplett fehlen, in den Jahren des Leerstandes entnommen und während der ersten Restaurierung 1852/54 fehlende Bauteile ergänzt wurden. Als Abschluss hatte der Turm, wie auf einer Zeichnung von 1721 zu sehen ist, ein Kegeldach ohne die heutigen Zinnen. In dieser Zeit wurde auch der Nordturm erbaut sowie die Grabenanlage, die heute noch stellenweise deutlich zu erkennen ist, errichtet. Die Türme wurden mit der neuerbauten polygonen Ostwand verbunden. Diese trifft sich am Nordturm mit der Westwand, die wohl aus einer vorhandenen Wand ergänzt wurde. Der Nordturm steht auf der dort zwei Meter breiten Burgwand und ist ein Rundturm mit 5,80 m Durchmesser. Die Pforte befand sich in 6,25 m Höhe bei der jetzigen Öffnung und hatte ursprünglich einen Spitzbogen. Eine weitere Öffnung diente als Aussichtsloch nach Norden. Abgeschlossen wurde der Nordturm mit einer leicht vorkragenden Wehrplatte, von der noch ein Wasserspeier vorhanden ist.
1958 wurde in Richtung Westwand neben dem Nordturm das wahrscheinlich einzige ursprüngliche Tor gefunden. Dieses war wahrscheinlich während der Bautätigkeit ab 1664 verschlossen und mit einer überdachten Nische für den Torwächter versehen worden. In einem bis zwei Meter Abstand zur Westwand hatte ein unterkellertes Wohnhaus mit einer Seitenlänge von mindestens 11 m und an der Ostseite ein Gebäude mit einer Seitenlänge von mindestens neun Metern gestanden. Die Keller beider Gebäude waren mit einem nur 1,45 m hohen Gang verbunden. Die noch vorhandenen Mauern der Vorburg, insbesondere die 35 m lange schnurgerade Südwand, entstanden auch während dieser Bauphase. Die Mauerdicke beträgt dort ungefähr 1,50 m. Das Tor befand sich aus topographischen Gründen wahrscheinlich in Höhe des heutigen Eingangs.

#### Veränderungen seit 1664

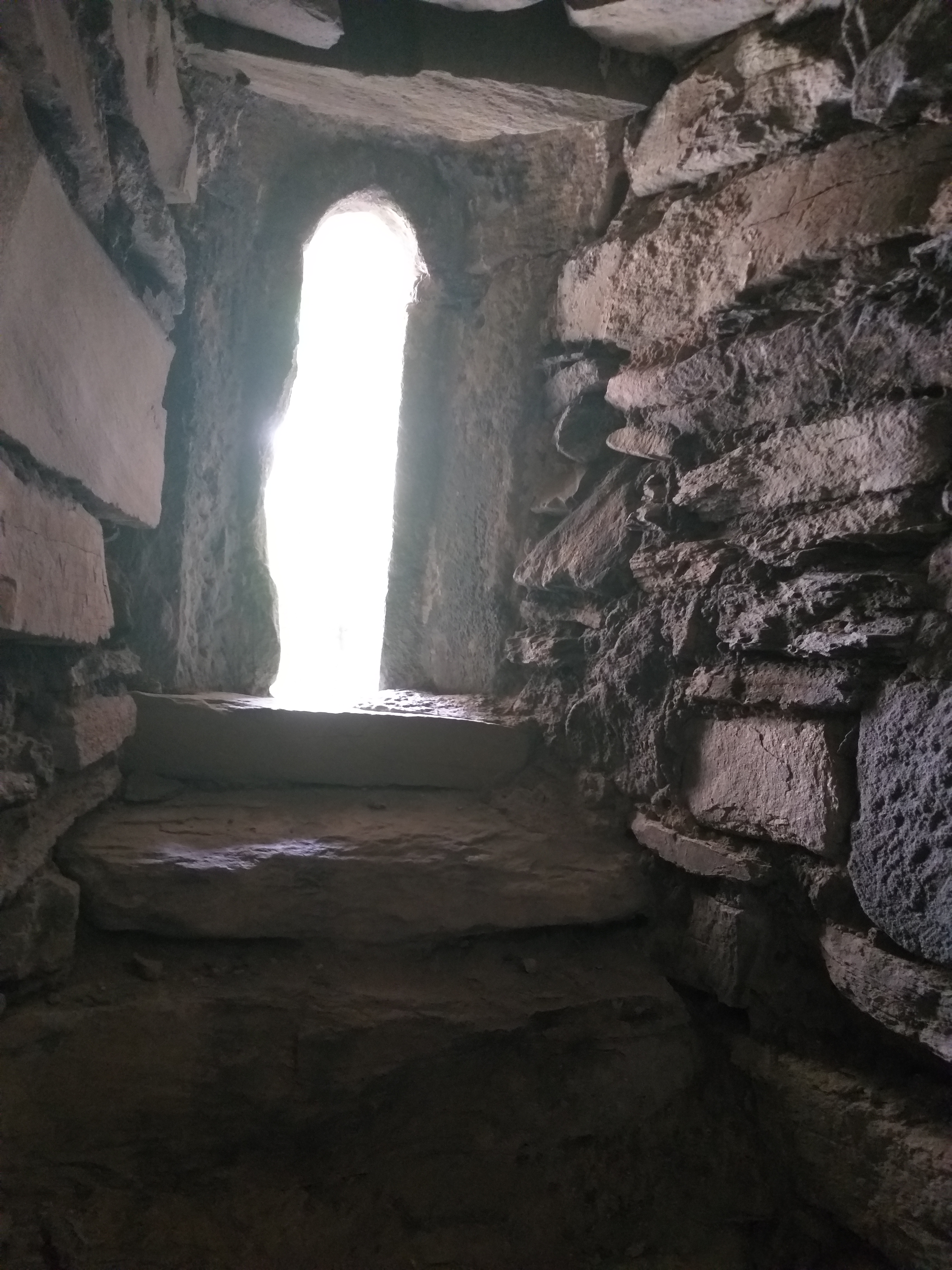
Eine der ältesten noch vorhandenen Bausubstanzen: Das schießschartenartige Fenster in der Westwand des Südturms weist klar einen romanischen Baustil auf

Das 1664 von Gottfried und Wilhelm Rudolph von Ebersberg in Auftrag gegebene Haus wurde dort gebaut, wo das vorher eingestürzte Westhaus gestanden hatte. Es war unterteilt für zwei Wohnparteien. Welcher der Brüder die obere oder untere Wohnung mit jeweils einem eigenen Keller erhielt, wurde per Los entschieden. Gleichzeitig ist in dem Protokoll von Johann Breidung aufgeführt, welche Hausteile noch fehlen und noch eingebaut werden müssen. Genannt sind unter anderem 14 Fenster, 2 Öfen und 14 Türen, die nach unterschiedlichen Ausführungen aufgeteilt sind. Auch eine Zisterne sollte gebaut werden, um das Regenwasser aufzufangen, da es auf der Burg nie einen Brunnen gab. Zu einem Antrag des Zentgrafen Johann Philipp Breidung, auf eigene Kosten das Osthaus, von dem damals wohl noch sämtliche Mauern erhalten waren, wieder aufzubauen, ist keine Antwort überliefert. Es wurden auch keine Hinweise gefunden, dass dieses Vorhaben ausgeführt wurde. Über den Zustand des erbauten Hauses beschwerte sich Breidung schon 1671. Es würde durch eindringenden Regen zerstört. Reparaturen erfolgten wohl nicht und schon wenige Jahre nach dem Bau wurde das Haus dem Verfall preisgegeben. Aus den 1957 gefundenen, nur 40 cm breiten Fundamentstreifen lässt sich schließen, dass es sich um ein Fachwerkgebäude handelte.
Die älteste erhaltene Zeichnung aus dem Jahr 1721 zeigt eine noch relativ gut erhaltene Burg. Der Südturm war noch mit dem Kegeldach bedeckt, während der Nordturm schon erste Schäden an der Mauerkrone aufwies. Dort sind in der noch erheblich umfangreicheren Ostwand fünf Fenster und darunter sechs Lichtschlitze oder Schießscharten zu sehen. Ob diese der Phantasie des Zeichners entsprangen oder bisher aufgrund von Ausbesserungen an dem dort sehr kleinteiligen Bruchsteinmauerwerk nicht gefunden wurden, muss offenbleiben.
Das Aussehen und der Erhaltungszustand der Burg 1854 lassen sich aufgrund 1835 erschienener Aufzeichnungen von Georg Landau und der im Original erhaltenen Zeichnungen von Johann Klüber recht gut rekonstruieren. Sowohl die Kernburg als auch die Vorburg zeigten damals starke Verfallserscheinungen. In der Vorburg waren noch Fundamente zu sehen, man ging davon aus, dass dort Wirtschaftsgebäude gestanden hatten. Beide damals sichtbaren Tore waren eingefallen und ohne Gewändesteine. Das Gewölbe samt Angstloch im Südturm war noch vorhanden. Die einzige Veränderung war ein wahrscheinlich im Rahmen von Vermessungsarbeiten geschaffener Zugang von außen. Auch im Nordturm befand sich ein ebenerdiger Zugang vom Burghof. Der Turm war, angeblich wegen eines Blitzschlags, stark beschädigt und im Innern voll Schutt. Landau schrieb 1835 noch von Kellern im Burghof, die von Klüber knapp 20 Jahre später nicht mehr erwähnt wurden. Die Burgmauer war 1835 noch in „beträchtlicher Höhe“ erhalten, während bei Klüber die Westwand weitestgehend fehlte und der Rest stark überwachsen war.
Die Restaurierungen 1854 hatten wegen der sehr begrenzt vorhandenen finanziellen Mittel nur einen relativ geringen Umfang. Der Südturm erhielt die heute noch begehbare Treppe, um ihn als Aussichtsturm zu nutzen. Dazu wurde die romanische Gewölbedecke zerstört. Die Wehrplatte mit ihren neun Zinnen und dem gezimmerten und mit Blech verkleideten Turmhelm wurde neu errichtet. Inwieweit weitere Ausbesserungen am Turm erfolgten, lässt sich aufgrund widersprüchlicher Überlieferungen nicht mehr feststellen. Die heute vorhandenen Tore wurden errichtet, wo vorher Durchgänge waren. Dabei wurde wegen fehlenden Wissens keine Rücksicht darauf genommen, dass die Ursprungsburg die Zugänge an anderer Stelle hatte. Überliefert ist nur, dass das Südtor schon 1646 eingefallen war und als Ersatz ein Durchgang im Norden geschaffen worden war. Weshalb das Südtor rundbogig und das Nordtor spitzbogig ausgeführt wurde, ist nicht bekannt. Die Burgmauer wurde ausgebessert und auf jeder Seite zwischen den Türmen auf gleiche Höhe gebracht. Am Nordturm wurden keinerlei Ausbesserungen vorgenommen.
Der so genannte Eselstall in der Nähe des Eingangs zur Vorburg, von dem der Volksmund irrtümlich behauptet, darin wäre ein Esel untergebracht gewesen, der das Wasser auf die Burg tragen musste, wurde wahrscheinlich aus älteren Mauerresten im 19. Jahrhundert errichtet. Gegen eine frühere Errichtung spricht seine unregelmäßige Bauform aus verschieden starken Mauern und verschiedenartigen Steinformen an den Wänden. Auch ist die Decke zu niedrig, um ein Tier darin zu halten. Johann Klüber beschrieb 1852, dass an der Stelle nur einige Mauerreste vorhanden waren. Bei den Restaurierungen nach 1852 wurde darauf wahrscheinlich das jetzige Gebäude gesetzt. Dieses hat somit keinen Bezug auf die Bebauung vor dieser Zeit. Um die Wende vom 19. zum 20. Jahrhundert wurde es einige Male bei Festivitäten als Bierkeller genutzt.
In den 1920er Jahren wurde der Nordturm restauriert. Dabei wurde die komplett eingefallene Westseite größtenteils in der originalen Mauertechnik neu aufgebaut und an der Ursprungshöhe wurden Zinnen aufgemauert.
1963 wurden vom Land Hessen weitere Restaurierungsmaßnahmen durchgeführt. Zwischen 1993 und 1995 wurden für 220.000 DM das Mauerwerk und die Holztreppe im begehbaren Turm saniert. Gleichzeitig wurde das Schutzdach der Rasthütte in der Vorburg renoviert und im Burghof ein Berg-Ahorn als Ersatz für eine kranke Kastanie gepflanzt.

## Die Ebersburg heute

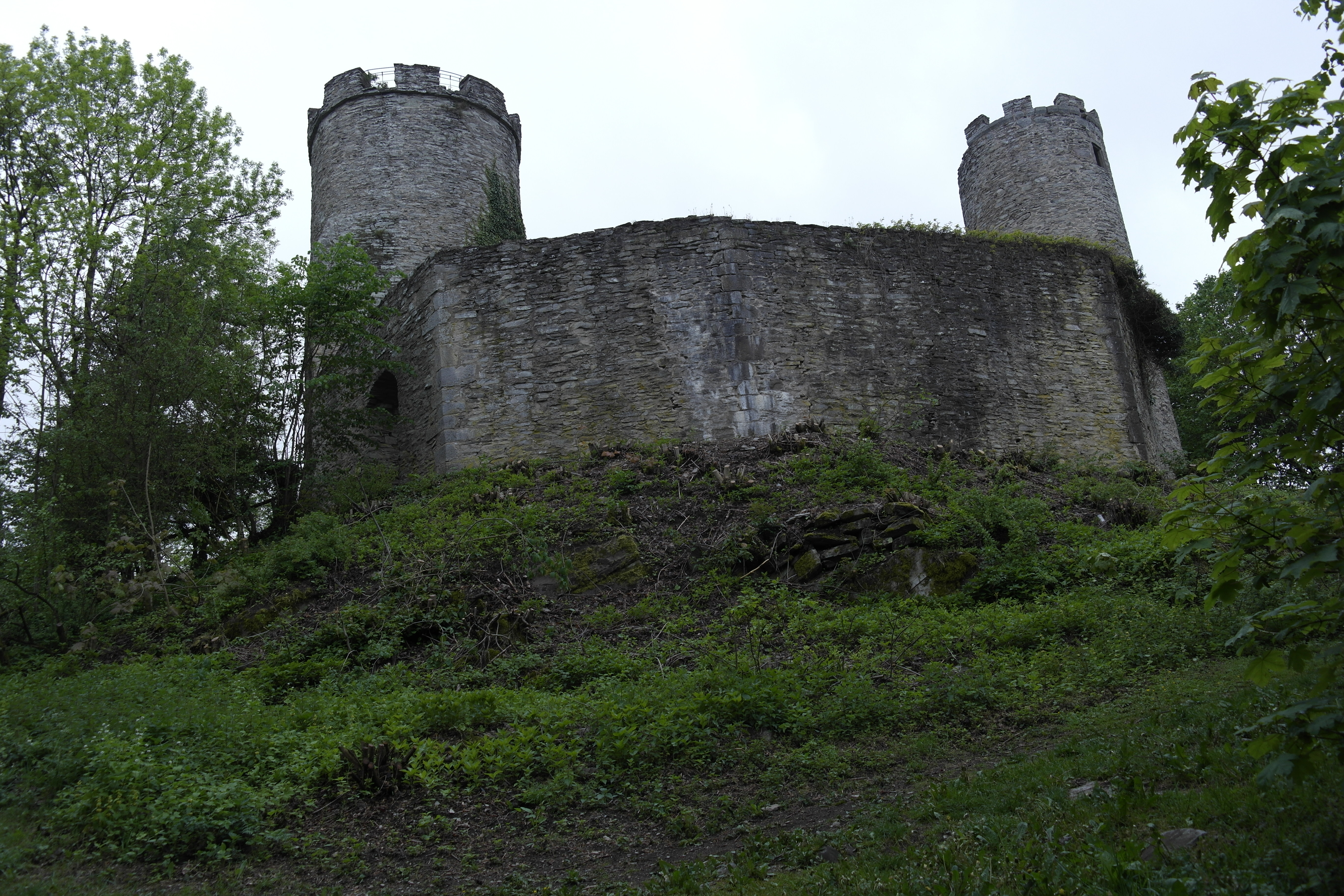
Burgruine Ebersburg 2016

Die Ebersburg befindet sich im Besitz des Bundeslandes Hessen und wird vom Landesbetrieb Hessen-Forst, Forstamt Hofbieber, verwaltet und ist über einen Wanderweg jederzeit frei zugänglich. Der mit einer Schranke verschlossene Weg ist so ausgebaut, dass er bis in den Vorhof der Burg befahren werden kann. Den Schlüssel für die Zugangstür zum Südturm erhält man gegen Pfand bei der Gemeinde Ebersburg oder auf dem Schafhof rund einen Kilometer Luftlinie westsüdwestlich der Burganlage. Der als Aussichtsturm hergerichtete 16,5 Meter hohe Südturm bietet dem Besucher einen Rundumblick in die Rhön und das Fuldaer Land. Beide Türme sind durch eine Burgmauer miteinander verbunden, die an zwei Seiten Zugang zum Burginnenhof gewährt. Im Vorhof der Ruine befindet sich neben einem Stück der alten Burgmauer und einem Massiv aus Phonolithfelsen ein überdachter Rastplatz mit Tischen und Bänken und einer Lagerfeuerstelle. Seit 2009 ist es möglich, auf der Ebersburg standesamtlich zu heiraten. Die Feier ist dabei vom Brautpaar zu organisieren, weil der Gemeindevorstandsbeschluss, die Burg als Außenstelle des Standesamts zu nutzen, nur die Möglichkeit dort zu heiraten legitimiert.

## Forschungsgeschichte

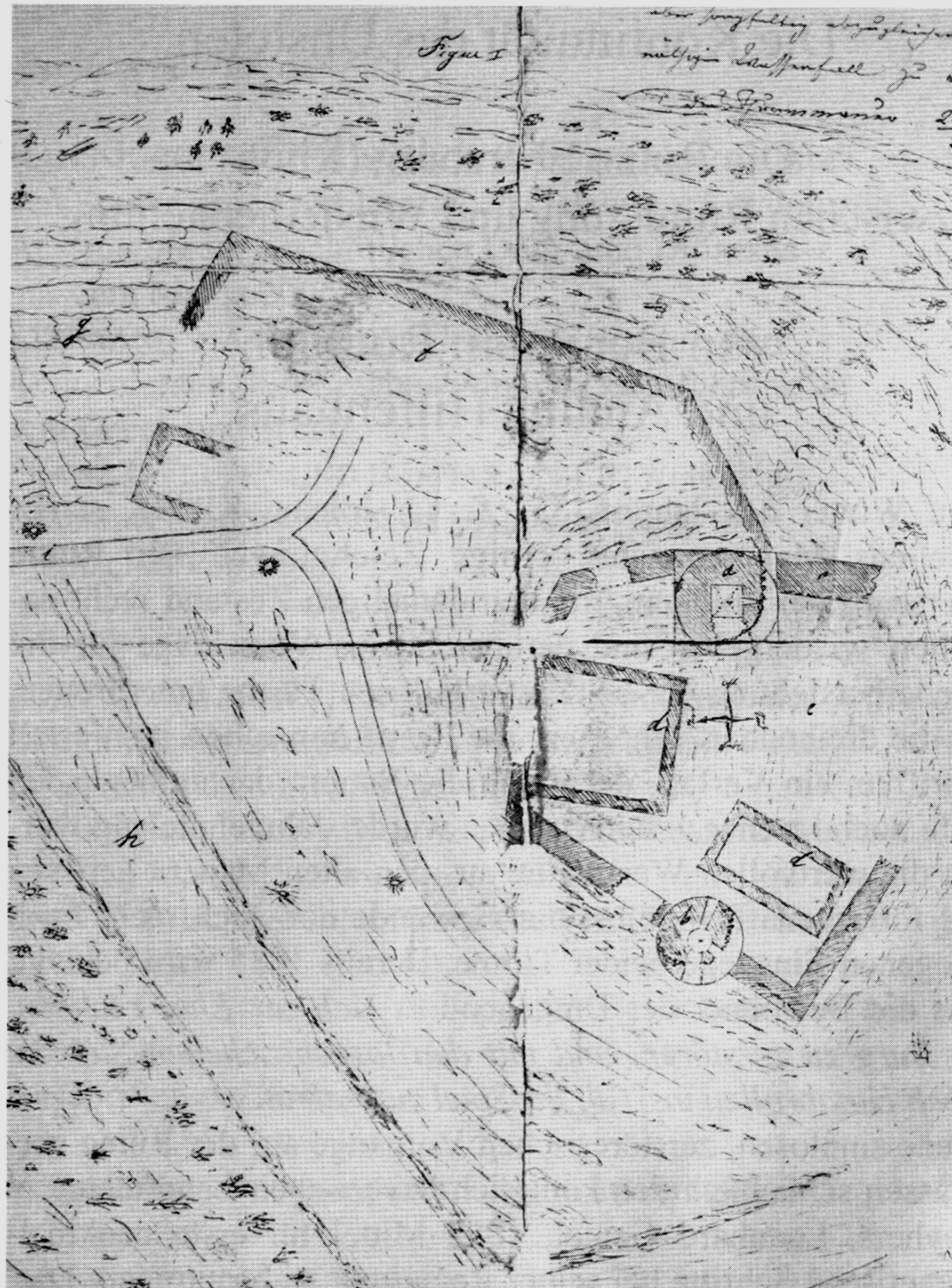
Plan der Burg von Johann Klüber

Erste unbelegte Forschungsberichte gibt es von Christoph Brouwer in Fuldensium antiquitatum libri IIII 1612 und von Johann Friedrich Schannat in Pantronium sancti Bonifacii sive Buchonia vetus 1724.
Georg Landau beschrieb die Burg 1835 im neunten Band des von Friedrich Gottschalck herausgegebenen Sammelbands Die Ritterburgen und Bergschlösser Deutschlands. Sein eher lyrischer, von der Romantik geprägter Bericht ist für die heutige Forschung hauptsächlich deshalb von Interesse, weil in ihm der Zustand der Burg vor der ersten Renovierung 1852 geschildert wird.
1914 wurde in der Zeitschrift Der Burgwart von Ernst Wenzel über die Burg berichtet. Neben erstmaligen Detailskizzen von Bauteilen bringt Wenzel darin das schießschartenartige Fenster in der Westwand des Südturms in Verbindung mit den ältesten Fenstern in der Liobakirche (erbaut ab 836) in Petersberg und mit denen auf Burg Normannstein bei Treffurt.
Nachdem der königlich-bayrische Landrichter Leonhard Geiger 1852 erste finanzielle Mittel für denkmalpflegerische Maßnahmen beantragt hatte, wurden von Maurermeister Johann Klüber einige Zeichnungen zum Zustand und den möglichen Arten der Renovierung angefertigt. Die Regierung in Würzburg entschied sich dann allerdings für einen anderen, nicht mehr erhaltenen Entwurf zur Restaurierung.
Zwischen 1956 und 1958 fanden unter der Leitung von Fritz Luckhard und Gotthold Wagner Ausgrabungen im Burghof statt, denen ein Großteil des heutigen Wissens über die Burg zu verdanken ist. Die unter Zeit- und Geldmangel leidenden Grabungen dauerten mit zeitlichen Abständen jeweils nur wenige Tage bis wenige Wochen. Wagner war für die archäologischen Arbeiten verantwortlich, während Luckhard erstmals versuchte, alle verfügbaren Akten zu den Ebersbergern zu sichten und die Grabungen mit den Einträgen in Einklang zu bringen. Luckhard veröffentlichte neben dem ersten Band Regesten der Herren von Ebersberg (der zweite wurde bisher nicht vollendet) auch etliche Aufsätze in den Fuldaer Geschichtsblättern.
Das Dehio-Handbuch der Jahre 1965 und 2008 widmet der Burg nur jeweils einen kurzen Absatz. Die dortigen Angaben stimmen in weiten Teilen nicht mit denen in dem umfangreichen, die bisherigen Forschungen zusammenfassenden Artikel von Benjamin Rudolph und Annina Hilfenhaus in den Fuldaer Geschichtsblättern 2006 überein.